# Йоувил
Йоувил (на английски: Yeovil) е град в югоизточната част на област Съмърсет, Югозападна Англия. Той е административен и стопански център на община Южен Съмърсет. Населението на града към 2001 година е 41 871 жители.

## География
Йоувил е разположен в непосредствена близост до югоизточната граница на графството с област Дорсет. Градът се намира на 209 километра югозападно от Лондон и на около 60 километра южно от Бристъл.

## Демография
Изменение на населението за период от две десетилетия 1981 – 2001 година:
| Година    | 1981   | 1991   | 2001   |
| --------- | ------ | ------ | ------ |
| Население | 36 114 | 38 805 | 41 871 |